# Мужская сборная Кабо-Верде по гандболу
Мужская сборная Кабо-Верде по гандболу — национальная команда по гандболу, представляющая Кабо-Верде на международных соревнованиях. Управляется Федерацией гандбола Кабо-Верде.

## История
Мужская сборная Кабо-Верде по гандболу дебютировала на крупных международных соревнованиях в 2020 году, когда впервые выступила на чемпионате Африки в Тунисе.
На групповом этапе гандболисты Кабо-Верде проиграли Тунису (21:33), выиграли у Камеруна (22:19) и Кот-дʼИвуара (29:26), заняв 2-е место. На второй групповой стадии сборная Кабо-Верде потерпела поражения от Алжира (23:25) и Марокко (25:31). В полуфинале за 5-8-е места гандболисты Кабо-Верде выиграли у ДР Конго (32:30), в матче за 5-6-е места победили Марокко (37:28). 
В 2021 году благодаря успешному выступлению на чемпионате Африки сборная Кабо-Верде впервые участвовала в чемпионате мира в Египте. На предварительном этапе она проиграла Венгрии (27:34), а затем два игрока команды сдали положительные тесты на COVID-19. Поскольку всего в составе команды было 11 гандболистов, а на матч нельзя заявить меньше 10, сборная получила техническое поражение от Германии (0:10), а затем была вынуждена покинуть турнир. Во всех оставшихся матчах — с Уругваем на групповом этапе, Тунисом, Анголой и ДР Конго в турнире за 25-32-е места и с Южной Кореей в матче за 31-32-е места сборной Кабо-Верде были засчитаны технические поражения с тем же счётом.

## Результаты выступлений

### Чемпионаты мира
- 1938—2019 — не участвовала
- 2021 — 32-е место
- 2023 — 23-е место
- 2025 — 23-е место

### Чемпионаты Африки
- 1974—2018 — не участвовала
- 2020 — 5-е место
- 2022 — 2-е место
- 2024 — 4-е место